# Muzeum PRL-u w Rudzie Śląskiej
Muzeum Historii Polski Ludowej w Rudzie Śląskiej – muzeum położone w Rudzie Śląskiej. Placówka prowadzona jest przez Fundację Minionej Epoki z siedzibą w Rudzie Śląskiej.
Placówka położona jest na terenie dawnego folwarku Dwór Nowa Ruda, należącego do rodziny von Ballestrem. Po II wojnie światowej nieruchomość przeszła na własność Skarbu Państwa, a w budynkach funkcjonował PGR. Po zakończeniu działalności gospodarstwa, nieruchomość została przekazana Fundacji, która – po wykonaniu remontu – doprowadziła do otwarcia muzeum pod nazwą Muzeum PRL-u w czerwcu 2010 roku.
W 2023 roku muzeum zmieniło nazwę na Muzeum Historii Polski Ludowej w Rudzie Śląskiej.
W muzeum znajdują się ekspozycje, przedstawiające przede wszystkim wnętrza mieszkań oraz przedmioty codziennego użytku, używane w Polsce w latach 1945–1989. Ekspozycje ukazują kolejne dziesięciolecia istnienia Polskiej Rzeczypospolitej Ludowej. Zrekonstruowano również gabinet I sekretarza PZPR. Ponadto w budynkach znajduje się galeria plakatów z tego okresu oraz organizowane są wystawy czasowe.
W jednym z budynków zostało zorganizowane Kino „Uciecha”; sala, w której wyświetlane są kroniki filmowe oraz filmy animowane (Dobranocki) z okresu PRL.
W skład ekspozycji plenerowej wchodzą zbiory z zakres motoryzacji z tego okresu. Na przymuzealnym terenie eksponowane są m.in. samochody FSO Warszawa, Syrena 105, Škoda Octavia, Moskwicz 400, Mikrus MR-300, Trabant 601, Fiat 132, samochód gaśniczy Star 25 oraz motocykle: SHL Gazela oraz WFM Osa.
Ponadto przy muzeum funkcjonuje Park Pomników, gdzie znajdują się pomniki z okresu PRL, przeniesieniu z terenu Polski, w tym m.in.:
- Pomnik Bohaterom Poległym na Ziemi Kozienickiej
- Popiersie Generała Karola Świerczewskiego, znajdujące się poprzednio w Parku Gen. Świerczewskiego w Zabrzu
- Pomnik Czynu Rewolucyjnego z Zabrza,
- Pomnik Przyjaźni polsko-radzieckiej ze Strzelec Opolskich
- Pomnik w hołdzie poległym funkcjonariuszom MO i SB z Ostródy
- elementy pomnika „Poległym w Służbie i Obronie Polski Ludowej” z Warszawy

Muzeum jest czynne od środy do niedzieli. Wstęp jest płatny.